# العلاقات الكندية الهندوراسية
العلاقات الكندية الهندوراسية هي العلاقات الثنائية التي تجمع بين كندا وهندوراس.

## مقارنة بين البلدين
هذه مقارنة عامة ومرجعية للدولتين:
| وجه المقارنة                                              | كندا                     | هندوراس          |
| --------------------------------------------------------- | ------------------------ | ---------------- |
| المساحة (كم2)                                             | 9.98 مليون               | 112.49 ألف       |
| عدد السكان (نسمة)                                         | 35.70 مليون              | 9.27 مليون       |
| الكثافة السكانية (ن./كم²)                                 | 3.58                     | 82.41            |
| العاصمة                                                   | أوتاوا                   | تيغوسيغالبا      |
| اللغة الرسمية                                             | لغة إنجليزية، لغة فرنسية | اللغة الإسبانية  |
| العملة                                                    | دولار كندي               | لمبيرة هندوراسية |
| الناتج المحلي الإجمالي (بليون دولار)                      | 1.65 تريليون             | 22.98 مليار      |
| الناتج المحلي الإجمالي (تعادل القوة الشرائية) بليون دولار | 1.59 تريليون             | 41.14 مليار      |
| الناتج المحلي الإجمالي الاسمي للفرد دولار أمريكي          | 43.25 ألف                | 2.53 ألف         |
| الناتج المحلي الإجمالي للفرد دولار أمريكي                 | 45.07 ألف                | 4.91 ألف         |
| مؤشر التنمية البشرية                                      | 0.913                    | 0.606            |
| رمز المكالمات الدولي                                      | +1                       | +504             |
| رمز الإنترنت                                              | .ca                      | .hn              |
| المنطقة الزمنية                                           |                          | 00               |

## منظمات دولية مشتركة
يشترك البلدان في عضوية مجموعة من المنظمات الدولية، منها:
| علم المنظمة | اسم المنظمة                               | تاريخ انضمام كندا | تاريخ انضمام هندوراس |
| ----------- | ----------------------------------------- | ----------------- | -------------------- |
|             | مؤسسة التنمية الدولية                     | 24 سبتمبر 1960    | 23 ديسمبر 1960       |
|             | يونسكو                                    | 4 نوفمبر 1946     | 16 ديسمبر 1947       |
|             | مؤسسة التمويل الدولية                     | 20 يوليو 1956     | 20 يوليو 1956        |
|             | منظمة حظر الأسلحة الكيميائية              | ?                 | ?                    |
|             | الأمم المتحدة                             | 9 نوفمبر 1945     | 17 ديسمبر 1945       |
|             | الاتحاد الدولي للاتصالات                  | 1 يوليو 1908      | 27 أكتوبر 1925       |
|             | منظمة الشرطة الجنائية الدولية             | ?                 | ?                    |
|             | البنك الدولي للإنشاء والتعمير             | 27 ديسمبر 1945    | 27 ديسمبر 1945       |
|             | الاتحاد البريدي العالمي                   | ?                 | ?                    |
|             | المركز الدولي لتسوية المنازعات الاستشارية | 1 ديسمبر 2013     | 16 مارس 1989         |
|             | وكالة ضمان الاستثمار متعدد الأطراف        | 12 أبريل 1988     | 30 يونيو 1992        |
|             | منظمة التجارة العالمية                    | ?                 | ?                    |
|             | الفريق المعني برصد الأرض                  | ?                 | ?                    |

## وصلات خارجية
- موقع وزارة الخارجية الكندية
- موقع وزارة الخارجية الهندوراسية